# مدرسه سلطانیه
مدرسه سلطانیه (انگلیسی: Al-Sultaniyah Madrasa) مدرسه تاریخی در حلب، سوریه است.